# (8552) Hyoichi
(8552) Hyoichi (1995 HE) – planetoida z pasa głównego asteroid okrążająca Słońce w ciągu 4,68 lat w średniej odległości 2,8 au. Odkryta 20 kwietnia 1995 roku.